# Pessano con Bornago
Pessano con Bornago es una localidad y comune italiana de la provincia de Milán, región de Lombardía, con 8.996 habitantes.

## Geografía física
Pessano con Bornago se encuentra en el /valle del po, precisamente en la llanura superior lombarda, en Martesana en la frontera con Brianza, que incluye la vecina Caponago. Se encuentra a 18 km al noreste del centro de Milán. Su altitud varía de 142 a 156 m s.n.m. y el centro se encuentra a 148 m.
El suelo, de tipo aluvial y arcilloso, se formó tras la deposición de escombros del río Adda, que hoy discurre 11 km al este de la ciudad y tras la erosión de los Prealpes por los glaciares cuaternarios que transportaron las rocas trituradas río abajo. .
De hecho, en la antigüedad, las últimas lenguas de los glaciares alpinos también se extendieron sobre el territorio donde ahora se encuentra Pessano con Bornago. Además, el país se ubica en una imaginaria línea oeste-este por debajo de la cual los ríos terminan su carácter torrencial y calman su curso, ensanchándose.
El carácter dual del terreno que le confiere una gran capacidad de absorción de agua hace que esta zona sea menos propensa a inundaciones e inundaciones incluso después de lluvias intensas y prolongadas que en Pessano pueden alcanzar los 1.500 mm por año (con un rango de 1.000-1.500 mm); esto hace que sea más lluvioso que la capital.
Sin embargo, la línea hidrogeológica más importante para la geografía del país es la línea de los resurgimientos (o fuentes), que se extiende desde Monferrato hasta la provincia de Trieste. Pessano con Bornago se encuentra a unos 5 km por encima de esta línea que distingue tierras más fértiles aptas para cultivos en el sur y tierras más áridas y menos fértiles en el norte.
Esta fertilidad se debe a la reemergencia de las aguas provenientes de los suelos morrénicos por encima de la capa arcillosa y por tanto por encima de la capa de grava. Esto permite el cultivo de algunos cultivos como el arroz, un mejor crecimiento del pasto (hasta cinco cortes por año) y la creación de praderas de agua. En invierno, el fenómeno de los manantiales suele impedir que la nieve se asiente y que el agua estancada se congele, ya que la temperatura del agua ronda los 10 °C, lo que permite el crecimiento de la hierba y, por tanto, mayores posibilidades de cría de ganado para la producción de productos lácteos y cárnicos. . De hecho, la zona milanesa al sur de esta línea que pasa por los municipios de Melzo, Pozzuolo Martesana y Cassano d'Adda es conocida por su producción láctea.
La ciudad no está particularmente sujeta a la niebla (solo 20-25 días al año) que, por otro lado, es mucho más común (hasta el doble de frecuencia) al sur de la línea de la fuente. Todo esto hace que la tierra de Pessano con Bornago y los pueblos vecinos al norte de la línea de manantial sean potencialmente menos productivas que sus contrapartes al sur. El territorio de Pessano con Bornago está atravesado durante unos 3,5 km por el torrente Molgora, que comienza en Giovenzana, cerca de Colle Brianza, y termina en Muzza, cerca de Truccazzano después de 38 km de recorrido.

## Orígenes del nombre
El nombre "Pessano" es probablemente de origen galorromano, quizás de un terrateniente llamado Pettius o Pettianus. La terminación latina "-anum" denota una propiedad de la tierra, y es típica de las ciudades de origen romano.
En cambio, el topónimo "Bornago" parece ser más antiguo, lo que en cambio puede derivar de un jefe de aldea insubre llamado Bornos (="el furioso" [4]), con la adición de la terminación típicamente celta "-akon", que indica un lugar habitado o más probablemente de la raíz celta bor- o "fuente" en referencia a las fuentes.
El arroyo que atraviesa el pueblo, llamado Molgora, deriva del celta "murg" que significa "río fronterizo". La localidad Valera, que incluye una casa de campo, está situada al oeste del arroyo entre los municipios de Pessano con Bornago y Carugate, parece que su nombre deriva del latín "vallis" y es probable que indicara la construcción del pequeño pueblo. en una zona llana más allá de la Molgora.
Cascina Canepa quizás toma su nombre del cáñamo, que se cultivaba y procesaba en el pueblo junto con el lino ya en época romana pero sobre todo a partir de la Edad Media, cuando probablemente se construyó la alquería y junto a la cual es razonable pensar que los cultivos realmente surgió del cáñamo. Alternativamente, Cascina Canepa simplemente toma su nombre de una familia que vivió allí.
Cascina Castiona sin duda deriva su nombre de la familia Castiglioni que la poseía, pero Cascina Bragosa probablemente debe su nombre a "alardear" que en celta significa "barro", porque fue construida en un terreno fangoso o donde antes había un pantano. Evidentemente, Cascina Bosco toma su nombre de su proximidad a los bosques que se extendían por Insubria.

## Administración
| Período                 | Período                 | Alcalde                             | Carga                        |
| ----------------------- | ----------------------- | ----------------------------------- | ---------------------------- |
| 1914                    | febrero 1920            | Gian Antonio Negroni Prati Morosini | Alcalde                      |
| marzo 1920              | septiembre 1920         | Giulio Cesare Bossi                 | Alcalde                      |
| octubre 1920            | 1922                    | Angelo Radaelli                     | Alcalde                      |
| 12 de febrero de 1922   | 1925                    | Giulio Cesare Bossi                 | Alcalde                      |
| 1 de diciembre de 1925  | 1927                    | Giovanni Ripamonti                  | Comisionado de la prefectura |
| 10 de abril de 1927     | marzo 1928              | Pietro Ticozzi                      | Alcalde                      |
| 1 de abril de 1928      | marzo 1930              | Piero Tadini                        | Alcalde                      |
| 28 de marzo de 1930     | junio 1931              | Franco Bossi                        | Comisionado de la prefectura |
| 13 de junio de 1931     | diciembre 1934          | Franco Bossi                        | Alcalde                      |
| 31 de diciembre de 1934 | junio 1935              | Attilio Lizzi                       | Comisionado de la prefectura |
| enero 1935              | enero 1936              | Mario Scotti                        | Comisionado de la prefectura |
| enero 1936              | 17 de diciembre de 1945 | Mario Scotti                        | Alcalde                      |
| 4 de marzo de 1946      | 13 de abril de 1946     | Eugenio Omati                       | Alcalde                      |
| 14 de abril de 1946     | 14 de agosto de 1952    | Santino Perego                      | Alcalde                      |
| 15 de agosto de 1952    | 26 de octubre de 1952   | Mario Scotti                        | Comisionado de la prefectura |
| octubre 1952            | 7 de febrero de 1967    | Mario Scotti                        | Alcalde                      |
| 1967                    | 1969                    | Gian Mario Fondrini                 | Alcalde                      |
| 1969                    | 1972                    | Luigi Colombo                       | Alcalde                      |
| 1972                    | 1978                    | Pierangelo Tremolada                | Alcalde                      |
| 1978                    | 1983                    | Lino Galbiati                       | Alcalde                      |
| 1983                    | 2001                    | Pierangelo Tremolada                | Alcalde                      |
| 14 de mayo de 2001      | 16 de mayo de 2011      | Giuseppe Caridi                     | Alcalde                      |
| 17 de mayo de 2011      | 5 de junio de 2016      | Giordano Luigi Mazzurana            | Alcalde                      |
| 6 de junio de 2016      | En carga                | Alberto Villa                       | Alcalde                      |

## Evolución demográfica
| Gráfica de evolución demográfica de Pessano con Bornago entre 1861 y 2001 |
|                                                                           |
| Fuente ISTAT - elaboración gráfica de Wikipedia                           |